# ورزشگاه تورسفولر
تورسفولر یک ورزشگاه فوتبال، با قابلیت برگزاری مسابقه‌های بین‌المللی است که در توشهاون، پایتخت و بزرگترین شهر جزایر فارو قرار دارد. این ورزشگاه ۶٬۰۴۰ تن ظرفیت دارد و ساخت آن در سال ۱۹۹۹ انجام شده‌است.

## نگارخانه

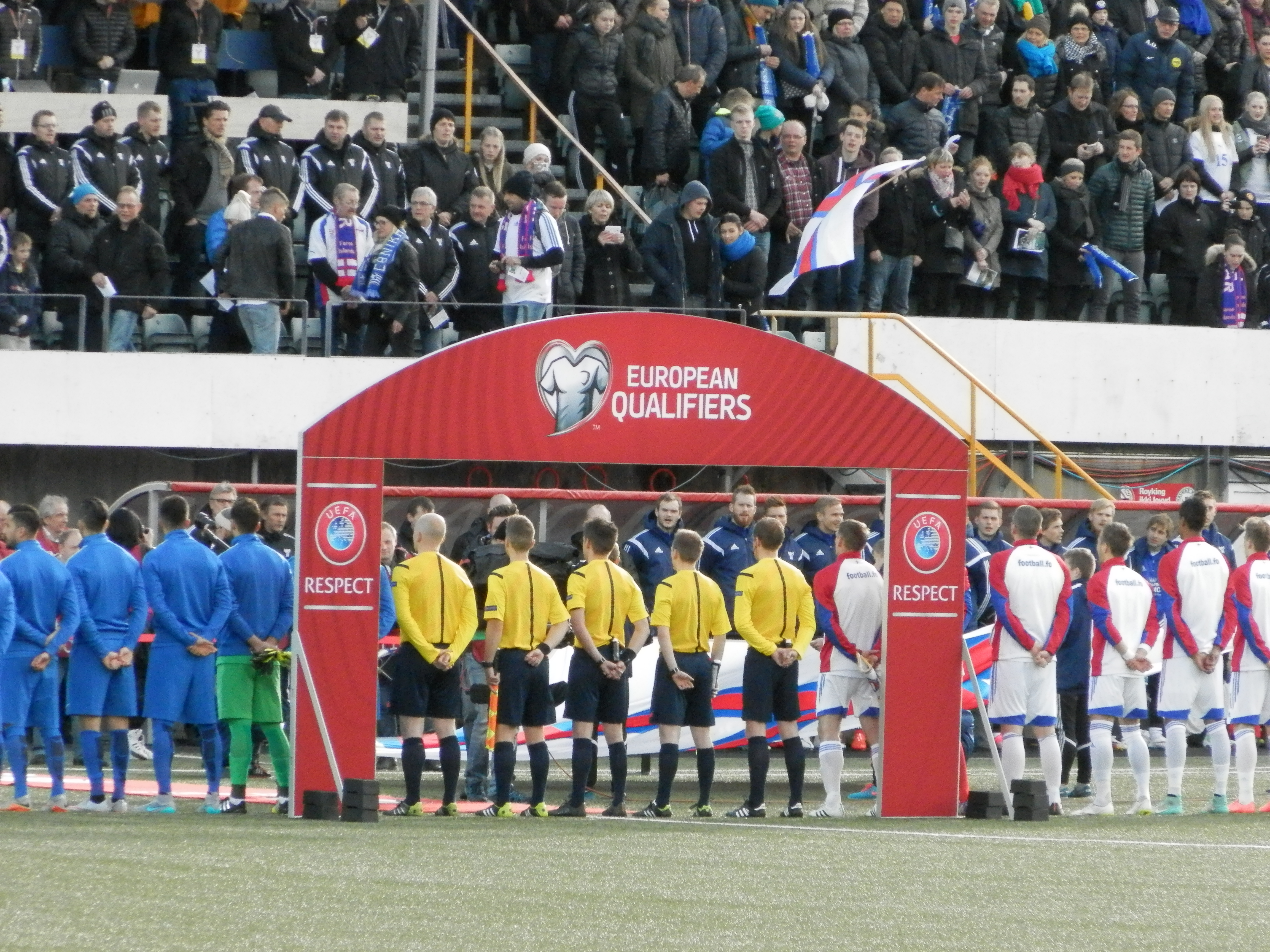
برگزاری مسابقه‌ای در قالب مرحله مقدماتی جام ملت‌های اروپا ۲۰۱۶ در ورزشگاه تورسفولر
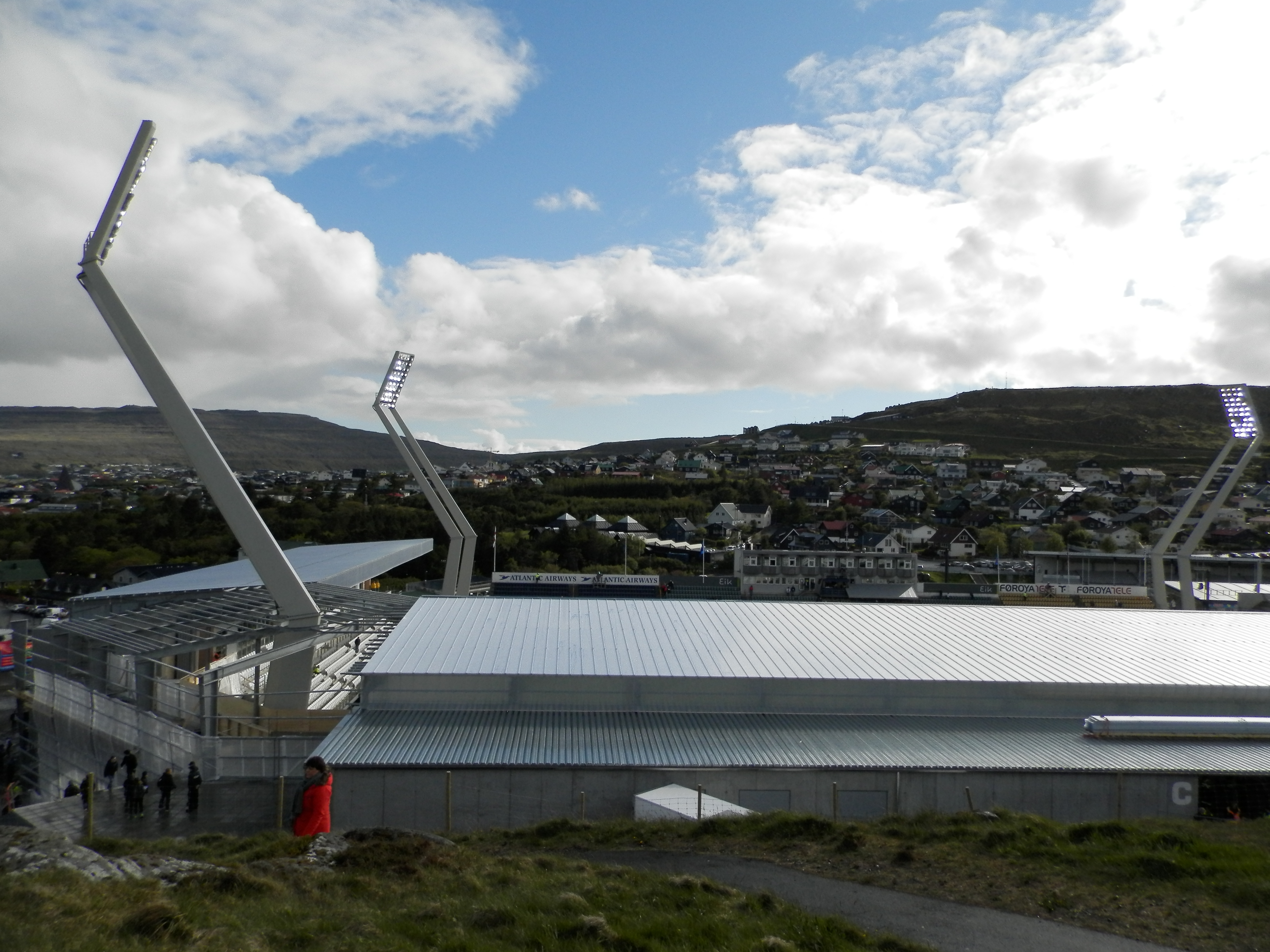
نمایی از ورزشگاه در سال ۲۰۱۵
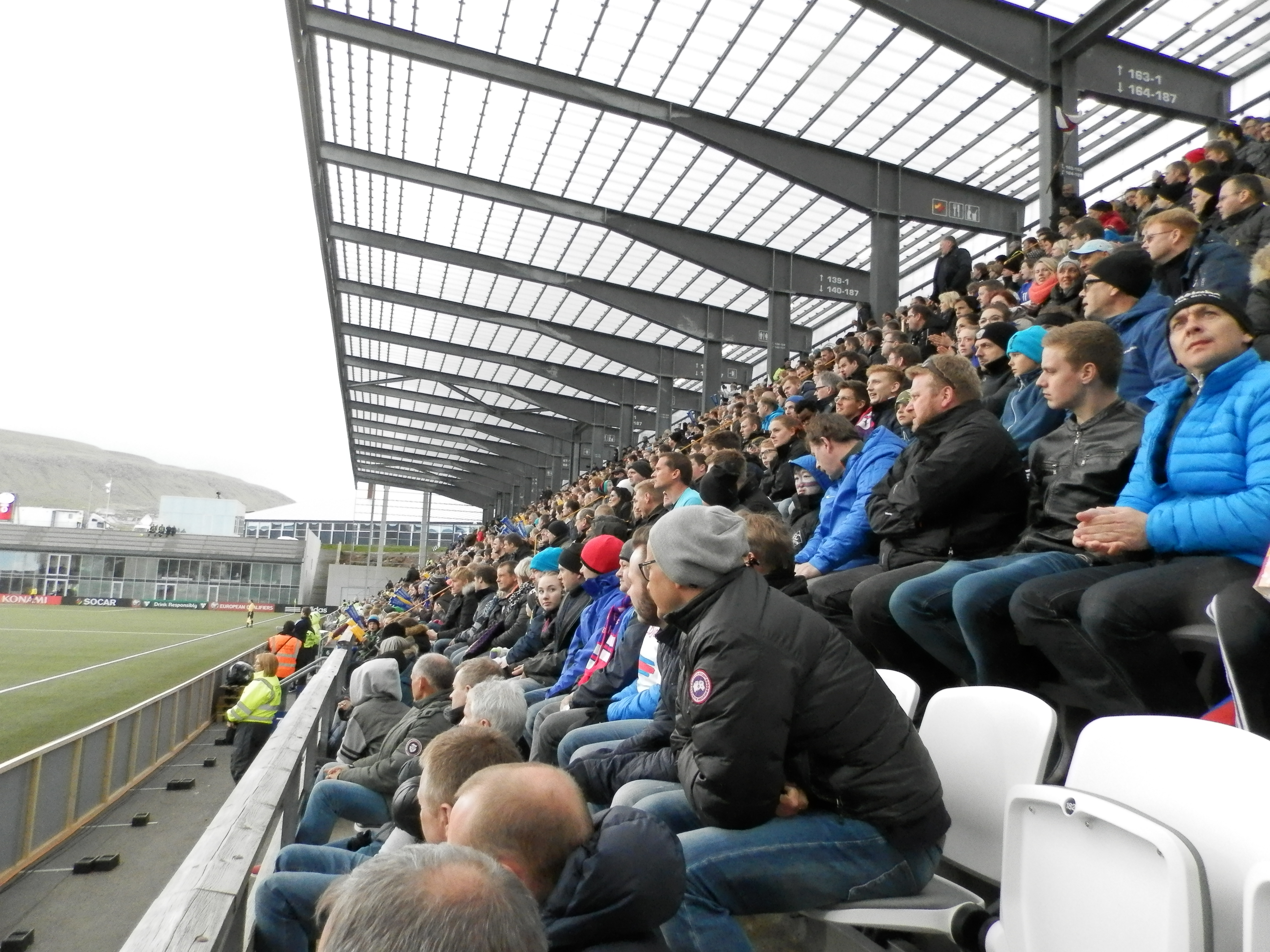
تماشاگران حاضر در ورزشگاه در سال ۲۰۱۵
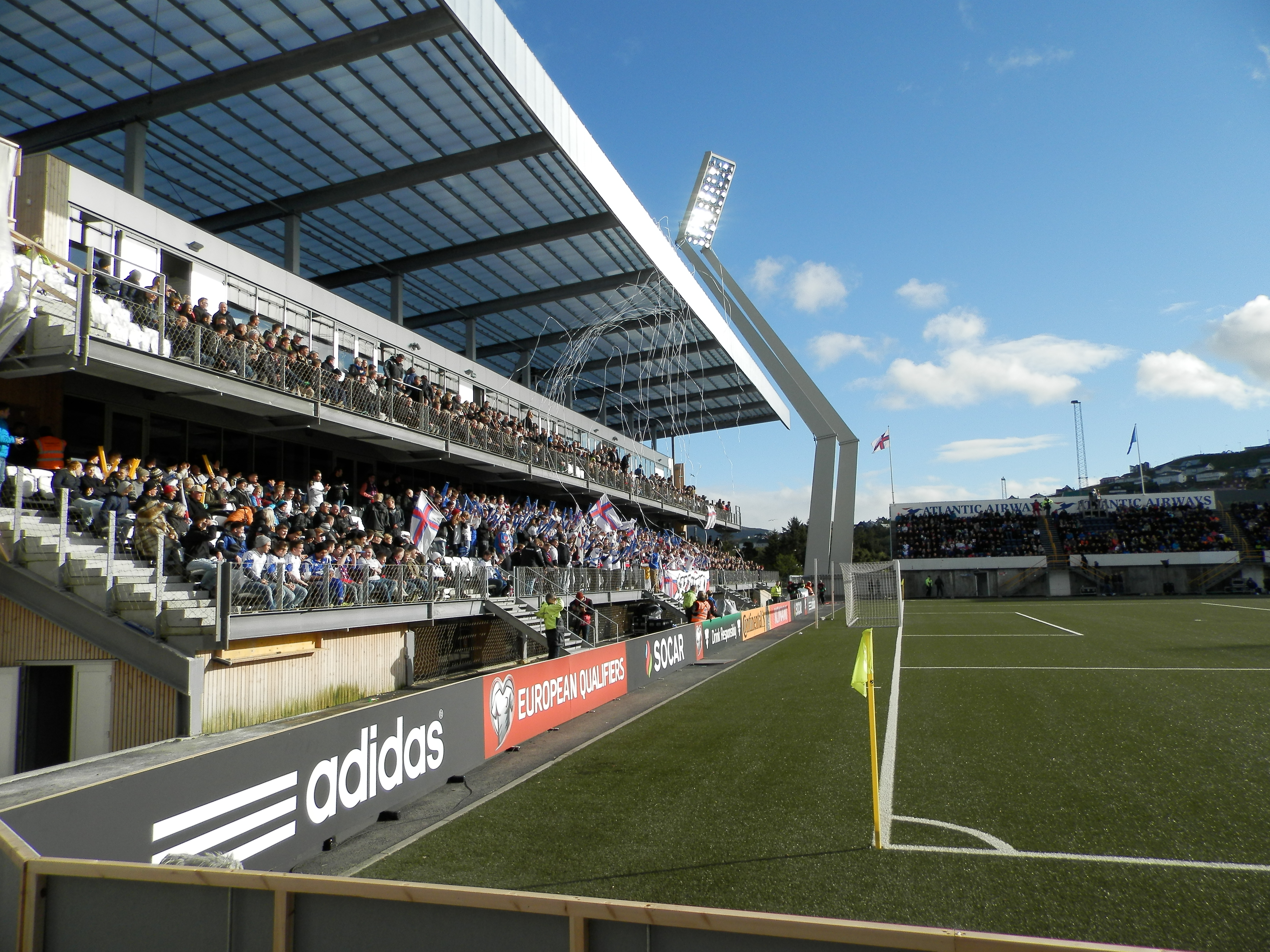
ورزشگاه در سال ۲۰۱۵
برگزاری مسابقه‌ای در ورزشگاه، در سال ۲۰۱۵